# Palacio de Valdeflores
El palacio de Valdeflores o palacio del Marqués de Valdeflores es un edificio histórico situado en la ciudad de Málaga, España.
Se trata de una edificación residencial levantada a mediados del siglo XVIII, con modificaciones del XIX, ubicada en el centro histórico, en el número 60 de la calle Carretería. 
Originalmente se construyó adosado a la muralla. El interior está organizado alrededor de un patio de arquerías con columnas de mármol, que se conservan en tres de sus lados. 
Del exterior destaca la portada de mármol blanco de pilastras que soportan un balcón.
Fue restaurado en 1987 y cumple desde entonces la función de Sede del Servicio Provincial de la Mujer y en concreto del Centro de Documentación del Servicio de Igualdad de la Diputación de Málaga.  
Una rehabilitación se prevé para 2022.  